# Дуэ-Карраре
Дуэ-Карраре (итал. Due Carrare) — коммуна в Италии, располагается в провинции Падуя области Венеция.
Население составляет 8656 человек (2008 г.), плотность населения составляет 326 чел./км². Занимает площадь 27 км². Почтовый индекс — 35020. Телефонный код — 049.
В коммуне 1 июня особо празднуется Встреча Пресвятой Богородицы и Елизаветы.

## Демография
Динамика населения:

## Администрация коммуны
- Официальный сайт: https://web.archive.org/web/20060819232322/http://www.comuneweb.it/DuecarrareHome/